# Hephaistion (Grammatiker)
Hephaistion (altgriechisch Ἡφαιστίων, lateinisch Hephaestio) war ein griechischer Grammatiker, der im 2. Jahrhundert n. Chr. lebte.
Er verfasste mehrere literaturwissenschaftliche Schriften sowie ein umfangreiches Lehrbuch der griechischen Metrik. Das Werk umfasste ursprünglich 48 Bücher, wurde aber dann vom Autor zweimal in gekürzter Fassung herausgeben, zuerst in elf Büchern, später in drei. Von allen diesen Werken sind nur wenige Fragmente erhalten. Weitgehend vollständig überliefert ist dagegen Hephaistions Handbuch (Encheiridion) der Verslehre, das für den Schulunterricht bestimmt war und bis in die byzantinische Zeit in Gebrauch blieb. Johannes Tzetzes verfasste eine versifizierte Fassung des Handbuchs.